# Zaryte (województwo lubelskie)
Zaryte – wieś w Polsce położona w województwie lubelskim, w powiecie ryckim, w gminie Kłoczew.
W latach 1975–1998 miejscowość administracyjnie należała do województwa siedleckiego.
Wieś jest sołectwem w gminie Kłoczew. Według Narodowego Spisu Powszechnego z roku 2011 wieś liczyła 129 mieszkańców.
Wierni Kościoła rzymskokatolickiego należą do parafii św. Jana Chrzciciela w Kłoczewie lub do parafii Zwiastowania Najświętszej Maryi Panny w Żelechowie.

## Historia
Wieś ta znana jest od  XVI wieku, w roku 1569  wchodziła w skład starostwa  stężyckiego, miała wówczas 8 1/2 łana kmiecego i 2 zagrodników (Pawiński, Małopolska, 340).
Zaryte w wieku XIX, wieś w powiecie garwolińskim, gminie Kłoczew, parafii Żelechów. W roku 1895 było tu  20 domów i 107 mieszkańców z gruntem 509 mórg. 
Spis z roku 1827 wymienia Zaryte jako wieś rządową posiadającą wówczas 15 domów i  98 mieszkańców.